# Моисеев, Сергей Рудольфович
Сергей Рудольфович Моисеев (род. 9 июня 1965, Куйбышев) — советский и российский хоккеист, нападающий. Мастер спорта СССР.

## Биография
В сезоне 1981/82 дебютировал в команде второй лиги «Торпедо» Тольятти, с которой вышел в первую лигу. В сезоне 1983/84 играл во второй лиге за «Маяк» Куйбышев. После призыва на военную службу с конца сезона стал играть за СКА Новосибирск, в сезоне 1984/85 забил 50 шайб во второй лиге. В сезоне 1985/86 играл за СКА МВО Калинин, провёл два матча за ЦСКА в высшей лиге. Выступал за «Ижсталь» Устинов (1985/86 — 1986/87), «Торпедо» / «Ладу» Тольятти (1987/88 — 1991/92), ЦСК ВВС (1992/93).
Работал детским тренером, спортивным директором ХК «Лада». Главный тренер «Лады-2» (2007/08). Возглавлял Фонд поддержки ветеранов хоккея (Тольятти).